# アームストロング (卓球)
アームストロング（ARMSTRONG CO.LTD.）は、日本の東京都荒川区に本社をおく卓球用品製造メーカー。

## 会社概要
ユニークな製品群で知られ、表ソフトラバー「アタック８」は福原愛の愛用ラバーとして有名。近年トップ層での使用が減少し、それに伴い競合各社での廃版が増加している日本式ペンホルダーラケットにおいて、独自の「カセグリップ」搭載モデルの他に多数のラインナップをそろえる。

## 沿革
- 1934年（昭和9年）3月 - 台東区稲荷町にて初代社長の原田力蔵が個人経営にて卓球ラケットの製造開始。
- 1946年（昭和21年）5月 - 荒川区東尾久に移転し、卓球用具製造販売会社を設立。卓球ラケットの製造を本格化。
- 1950年（昭和25年）1月 - 日本卓球協会(JTTA)公認の許可。公認メーカー会「日本卓球公認工業会」初代会長
- 1950年（昭和25年）
  - 3月 - 西日暮里に移転。卓球ラケット製造出荷、販売業務を行う。
  - 西日暮里に東京卓球会館を建設し、荻村伊智朗選手をはじめ、日本の卓球黄金期を代表する選手達の練習場となる。
- 1952年（昭和27年）4月 - 初代社長力蔵がスポンジ付ラバーを発明。そのスポンジラバーを使用した佐藤博治が第17回世界卓球選手権にて優勝。
- 1952年（昭和27年）7月 - アームストロング株式会社を設立。
- 1985年（昭和60年）4月 - 荒川区東尾久に移転。

## 主な商品
- ラバー：「アタック８」シリーズ、「赤マーク」シリーズ、「征服」シリーズ、「光」シリーズ他
- ラケット：「武将」シリーズ、「鳳凰」シリーズ、「アームカセグリップ」シリーズ他